# KMSK Deinze
K.M.S.K. Deinze – belgijski klub piłkarski z siedzibą w Deinze, założony w 1926 roku. Zespół obecnie występuje w Nationaal 1.

## Aktualny skład
| Nr | Poz. | Piłkarz              |
| -- | ---- | -------------------- |
| 1  | BR   | Sven Dobbelaere      |
| 3  | OB   | Glenn Deham          |
| 4  | OB   | Frédéric Dindeleux   |
| 7  | OB   | Frederik Declercq    |
| 8  | PO   | Mathijs Blancke      |
| 9  | PO   | Joeri Pardo          |
| 10 | NA   | Nana-Osei Berkoe     |
| 11 | PO   | Thomas Weydisch      |
| 12 | NA   | Patrick Kabeya-Mbaya |
| 13 | PO   | Abdelwahed Laaloudj  |
| 14 | PO   | Geoffrey Ghesquière  |
| 15 | PO   | Mehdi Makhloufi      |

| Nr | Poz. | Piłkarz               |
| -- | ---- | --------------------- |
| 16 | OB   | Mathias Velghe        |
| 17 | NA   | Sampson Twum          |
| 18 | PO   | Aaron Brunning        |
| 19 | OB   | Pieter De Wulf        |
| 20 | OB   | Joeri Pardo           |
| 21 | OB   | Jonathan de Falco     |
| 22 | OB   | Mohamed Konaté        |
| 23 | PO   | Nicolas Gezelle       |
| 24 | BR   | Sören Van De Moortele |
|    | PO   | Patrice Noukeu        |
|    | NA   | Dmitrij Jakowlewski   |